# ناصر القصبي
ناصر القصبي (28 نوفمبر 1961)، ممثل كوميدي سعودي. من أشهر ممثلي الكوميديا في الخليج والوطن العربي. يرأس أول جمعية مهنية سعودية للمسرح والفنون الأدائية منذ أكتوبر 2021م.

## عن حياته
تخرج من كلية الزراعة من جامعة الملك سعود. بدأ مشواره الفني خلال المسرح الجامعي، بينما ظهوره الحقيقي كان في مسرحية التائه الذي قام هو والفنان راشد الشمراني ببطولتها وإخراجها رشدي سلام. اشتهر رفقة عبد الله السدحان بالمسلسل الكوميدي طاش ما طاش الذي مثلاه سويًا في 18 جزءًا طيلة عقدين من الزمن، وهو يعتبر أشهر مسلسل سعودي ومن أفضل المسلسلات الكوميدية في الخليج والوطن العربي.

### حياته الأسرية
متزوج من الكاتبة السعودية بدرية عبد الله البشر، وأنجبا أبناءهما: راكان ومهند وهالة.

### ثنائيات
شكل مع الفنان عبد الله السدحان ثنائياً ناجحاً دام على مدى خمس وعشرين عاماً؛ قدما خلالها العديد من المسلسلات والمسرحيات الكوميدية، أهمها مسلسل طاش ما طاش الذي قدما منه 18 موسماً إلى أن انفصلا عن بعضهما عام 2012 بسبب عدم موافقته على تقديم أجزاء أخرى من المسلسل.

### تهديدات
في مسلسل طاش ماطاش وكذلك في مسلسل سيلفي قام ناصر القصبي بعمل عدد من الحلقات التي تسخر من التنظيمات الإرهابية وتظهرهم بشكل منفر وهذا الأمر عرضه لعدد من التهديدات منها تهديدات بالقتل من قبل أحد المنتسبين لتنظيم داعش.

### شائعة وفاته
في يونيو 2018، ظهرت شائعة عن وفاته وانتشرت عبر مواقع التواصل الاجتماعي، ولكن الإعلامي السعودي علي العلياني قام بتكذيب الخبر. ونشر القصبي على موقع تويتر ردًا على الشائعة:
«شكرا لكم جميعا ولمن سأل عني، أنا بخير والحمد لله، محبة الناس كنز عظيم، شكرا مرة أخرى من القلب.»

## عضويات ومشاركات
هو أحد أعضاء لجنة التحكيم برنامج المواهب أرابز غوت تالنت، الذي انضم إليه في موسمه الثاني بعام 2012 بعد انسحاب الإعلامي المصري عمرو أديب من البرنامج، كما شارك في موسمه الثالث بعام 2013 وانضم الفنان المصري أحمد حلمي للجنة التحكيم، كذلك الموسم الرابع في عام 2014 / 2015.
عضو لجنة تحكيم برنامج أرابز غوت تالت 2024، بمشاركة الفنانة اللبنانية نجوى كرم، والإعلامي المصري باسم يوسف.

## أعماله

### المسلسلات
| سنة الإنتاج | اسم المسلسل                                                 | الشخصية                                            | بمشاركة |
| ----------- | ----------------------------------------------------------- | -------------------------------------------------- | --- |
| 1981        | عيون ترقب الزمن                                             |                                                    | محمد العلي، سعد خضر، عبد الله السدحان من سوريا عبد الرحمن آل رشي، منى واصف |
| 1987        | الملقوف                                                     |                                                    | بكر الشدي، يوسف الجراح، علي الهويريني، محمد الكنهل، علي مدفع، مها المصري، محمد المنصور، محمد الوغاني |
| 1985        | وادي الجرف                                                  |                                                    | من الأردن حابس حسين، محتسب عارف |
| 1985        | عودة عصويد                                                  | زعال                                               | محمد العلي، محمد الطويان، راشد الشمراني من سوريا منى واصف |
| 1986        | رفاقة درب                                                   | سعد                                                | عبد الله السدحان، علي إبراهيم |
| 1986        | أحلام سلوم                                                  | سلوم                                               | علي المدفع، بشير غنيم |
| 1990        | بداية نهاية                                                 | خالد                                               | عبير الجندي، بشير غنيم، ماجد العبيد |
| 1990        | وادي الغزلان                                                |                                                    | خالد سامي، يوسف الجراح، حسن أبو حسنة |
| 1991        | صراع الأجيال                                                | حسين                                               | ابراهيم السويلم، أسمهان توفيق، عبد الله السدحان، علي السبع، كاظم القلاف، ماجد العبيد، إبراهيم يسري، رجاء الجداوي |
| 1991        | حكايات قصيرة                                                | شخصيات متعددة                                      | عبد الله السدحان |
| 1992        | أبو مشعاب                                                   | غضب                                                | راشد الشمراني، علي المدفع عبد الله السدحان |
| 1991        | يوميات موهوم                                                | ناصر القصبي عبد الرحمن الخريجي مطرب فواز أحمد فؤاد | |
| 1993        | كرت أصفر                                                    |                                                    | |
| 1993 - 2011 | طاش ما طاش 18 موسم، حلقات منفصلة                            | شخصيات متعددة                                      | عبد الله السدحان |
| 1994        | لا للزوجات                                                  |                                                    | خالد سامي، نهلة سلامة، راشد الماجد، سحر رامي، حسن حسني |
| 1994        | السراج                                                      |                                                    | فضيلة المبشر، لطيفة المجرن |
| 1994        | عيون بريئة                                                  |                                                    | عبد الناصر الزاير، كاظم القلاف، جمال الردهان |
| 1999        | القصر                                                       | فارس                                               | محمد العلي، عبد الله السدحان، من سوريا ليلى سمور، ديمة الجندي، عبد الرحمن آل رشي فاديا خطاب، فرح بسيسو، عبد الإله السناني ،ياسين ارناؤوط، نصر شما، نوار بلبل                                                                                        |
| 2000        | أساطير شعبية                                                |                                                    | محمد العلي، عبد الله السدحان، عبد العزيز الحماد، يوسف الجراح، محمد العيسى، عبد الرحمن الخريجي |
| 2002        | خلك معي 7                                                   | شخصيات متعددة                                      | عبد الله السدحان، فهد الحيان، عبد العزيز الحماد، يوسف الجراح، بشير غنيم فايز المالكي، عبد العزيز الفريحي، صالح الزير خالد الرفاعي، تركي اليوسف، لطيفة المجرن، سعيد قريش، عبد الرحمن آل رشي، شافي الحارثي، حبيب الحبيب، إبراهيم الحساوي، فيصل العيسى |
| 2002        | شوية ملح                                                    |                                                    | عبد الله السدحان، عبد المحسن النمر، فايز المالكي، سمير الناصر، طارق العلي، راشد الشمراني، فهد الحيان، عبد العزيز الجاسم |
| 2004        | أبو العصافير                                                | ناصر                                               | خالد سامي، فضلية المبشر، سعد المدهش |
| 2005        | أبيض وأسود                                                  | شخصيات متعددة                                      | عبد الله السدحان |
| 2008        | كلنا عيال قرية                                              | سليم                                               | عبد الله السدحان، أغادير السعيد |
| 2009        | 37 درجة مئوية                                               | الدكتور وحيد                                       | نايف فايز، سناء إبراهيم |
| 2009        | جاري يا حمودة                                               | ضيف شرف - موظف في البلدية                          | يوسف الجراح |
| 2012        | طيش عيال - مسلسل كرتوني                                     | عليان - فؤاد - ابو علي                             | عبد الله السدحان، أغادير السعيد، ريماس منصور |
| 2012        | واي فاي - برنامج كوميدي                                     | ضيف شرف - مذيع                                     | حبيب الحبيب، أسعد الزهراني |
| 2013        | أبو الملايين                                                | وضاح النباط                                        | عبد الحسين عبد الرضا، حسن البلام، محمد الطويان، ريماس منصور |
| 2013        | واي فاي 2 - برنامج كوميدي                                   | ضيف شرف                                            | حسن البلام، حبيب الحبيب، أسعد الزهراني، عبد الإله السناني |
| 2014        | واي فاي 3 - برنامج كوميدي                                   | ضيف شرف                                            | حبيب الحبيب، أسعد الزهراني، عبد الإله السناني |
| 2015        | سيلفي - ثلاث مواسم، الموسم الثاني عام 2016، الثالث عام 2017 | شخصيات متعددة                                      | حبيب الحبيب، عبد الإله السناني، يوسف الجراح، محمد الطويان، هيا الشعيبي، عبد العزيز السكيرين، طارق العلي، شافي الحارثي، طارق الحربي |
| 2018        | العاصوف                                                     | خالد الطيان                                        | ليلى السلمان، عبد الإله السناني، حبيب الحبيب، ريم عبد الله، ريماس منصور ،عبد العزيز السكيرين، سامي حازم علي سعد، حمد المزيني عبد الله المزيني، يوسف اليوسف                                                                                          |
| 2019        | العاصوف 2                                                   | خالد الطيان                                        | ليلى السلمان، عبد الإله السناني، حبيب الحبيب، ريم عبد الله، ريماس منصور، عبد العزيز السكيرين، سامي حازم , علي سعد، حمد المزيني عبد الله المزيني، يوسف اليوسف                                                                                        |
| 2020        | مخرج 7                                                      | دوخي                                               | راشد الشمراني، حبيب الحبيب، ريماس منصور، أسيل عمران خالد الفراج، علي الحميدي ألهام علي، عبد المجيد الرهيدي، عبد العزيز المطرودي، سعيد صالح، محمد الشهري                                                                                             |
| 2021        | ممنوع التجول                                                | عدة شخصيات                                         | راشد الشمراني، حبيب الحبيب، عبد الإله السناني، إلهام علي، أسيل عمران، خالد الفراج، علي الحميدي، شيماء سبت، ماجد مطرب فواز، سامي حازم، هبة الحسين , سناء بكر يونس، هند محمد، فاطمة الحوسني، خالد صقر، علي الشهابي، عادل الزهراني                     |
| 2022        | العاصوف 3                                                   | خالد الطيان                                        | ليلى السلمان عبد الإله السناني، حبيب الحبيب، ريم عبد الله، ريماس منصور، عبد العزيز السكيرين، علي سعد |
| 2023        | طاش العودة                                                  | شخصيات متعددة                                      | عبد الله السدحان، حبيب الحبيب، بشير غنيم، عبد الإله السناني |

### المسرحيات
| سنة الإنتاج | المسرحية                 | بمشاركة                                                                                    |
| ----------- | ------------------------ | ------------------------------------------------------------------------------------------ |
| 1984        | حلم الحياة               | مسرحية مونودراما                                                                           |
| 1991        | مدينة الحظوظ             | علي إبراهيم                                                                                |
| 1994        | ديك البحر                | محمد الطويان، صالح الزير، محمد العيسى، راشد الشمراني                                       |
| 1981        | الكرمانية                | راشد الشمراني بكر الشدي بشير غنيم صالح الزير                                               |
| 1984        | أستاذ مكرر               | صالح الزير، خالد سامي، بكر الشدي، سعد الصالح، محمد العلي، عبد العزيز الهزاع، صالح الزهراني |
| 1985        | طاق طاق طاقية            | راشد الشمراني عبد الإله السناني، محمد الطويان، علي ابراهيم                                 |
| 1987        | عندما يكتب البطل هزيمته  | راشد الشمراني، عبد الرحمن الرقايب، يوسف الجراح، عبد الإله السناني، علي المدفع              |
| 1993        | مسرحية حارس الممثك جامعة | عبد الإله السناني                                                                          |
| 1992        | قرموش وطرطوش             | راشد الشمراني، عبد الله السدحان                                                            |
| 1985        | واحد صفر                 | عبد الإله السناني، إخراج عامر الحمود، وتأليف: عبد العزيز الصقعبي                           |
| 1984        | التائه                   | راشد الشمراني                                                                              |
| 1985        | تحت الكراسي              | محمد العلي، علي المدفع، عبد الله السدحان                                                   |
| 1986        | أحلام سلوم               | محمد العلي، علي المدفع، عبد الله السدحان                                                   |
| 1987        | عويس التاسع عشر          | محمد العلي، عبد الله السدحان، راشد الشمراني                                                |
| 1988        | عودة حمود ومحيميد        | عبد الله السدحان، راشد الشمراني                                                            |
| 1989        | ولد الديرة               | عبد الله السدحان                                                                           |
| 2019        | الذيب في القليب          | راشد الشمراني، عبد الاله السناني، حبيب الحبيب                                              |
| 2022        | بخصوص بعض الناس          | حبيب الحبيب، إلهام علي، ماجد مطرب فواز، عبد العزيز السكيرين، ريماس منصور.                  |
| 2025        | الشنطة                   | حبيب الحبيب                                                                                |

### الأفلام التلفزيونية
| سنة الإنتاج | الفيلم          | بمشاركة                                               |                                                                                           |
| ----------- | --------------- | ----------------------------------------------------- | ----------------------------------------------------------------------------------------- |
| 1985        | افهموني         | ناصر                                                  | محمد العلي، عبد الله السدحان، عبد الرحمن الخطيب، خالد الرفاعي                             |
| 1986        | رفاقة درب       | سعد                                                   | عبد الله السدحان، علي إبراهيم ،حمد المزيني، حسن أبو حسنه، عبد الرحمن الخطيب، محمد المنصور |
| 1987        | حمود ومحيميد    | حمود                                                  | عبد الله السدحان، راشد الشمراني، علي المدفع، محمد المنصور، حمد المزيني                    |
| 1988        | عقاب وشيهانة    | محمد العلي، محمد الطويان، عبد الله السدحان، خالد سامي |                                                                                           |
| 1990        | انا وشقيقي      | ماجد                                                  | عبد الله السدحان، عبد العزيز الحماد، سعاد علي                                             |
| 1991        | رجل النصف مليون | سالم                                                  | عبد الرحمن الخطيب                                                                         |

### شخصية فؤاد

فؤاد في المسلسل السعودي طاش ما طاش.

فؤاد شخصية خيالية من أشهر الشخصيات الكوميدية التي قدمها ناصر القصبي بمسلسل طاش ما طاش 16 جزء منه، من الجزء 4 حتى 19، ويُعرف فؤاد بالشخص الذي يعاني من انحراف بالعين وهو طيب لكنه قليل الذكاء ويتعرض للعديد من المشاكل بسبب ذلك هو وخاله (يوسف الجراح).

## الجوائز والتكريم
- 2000: حصل على الجائزة الذهبية الأولى عن دوره في مسلسل «القصر» من مهرجان الخليج السابع للإذاعة والتلفزيون.[17]
- 2005: كرم ضمن أفضل 43 شخصية مؤثرة في العالم العربي من قبل مجلة نيوزويك.[18]
- 2016 : الولايات المتحدة - كرم من قبل الجمعية الأمريكية للأعلام نظير جهوده في محاربة الإرهاب والتطرف بحضور السيناتور الأمريكي ليندسي غراهام ووزير الخارجية السعودي عادل الجبير السابق، والسفير السعودي في واشنطن الأمير عبد الله بن فيصل بن تركي.[19]
- 2019:  السعودية - تكريم الفنان ناصر القصبي في حفل صناع الترفيه في الرياض.[20]

## روابط خارجية
- ناصر القصبي على موقع IMDb (الإنجليزية)
- ناصر القصبي على موقع قاعدة بيانات الأفلام العربية
- ناصر القصبي على موقع قاعدة بيانات الفيلم (الإنجليزية)
- ناصر القصبي على موقع ليتربوكسد (الإنجليزية)